# Po śniegu, po kolędzie
Po śniegu, po kolędzie – album z 1994 zespołu Skaldowie zawierający pastorałki.
Jest to pierwsza płyta po reaktywacji zespołu w której nagraniu wziął udział Andrzej Zieliński. Wszystkie utwory na płytę zostały skomponowane w latach 1967–1978, niektóre prezentowane są w oryginalnej wersji nagrań sprzed lat, a niektóre zostały nagrane na nowo. Płyta została wydana w bardzo niskim nakładzie i obecnie jest białym krukiem.

## Lista utworów
1. "Będzie kolęda" (Andrzej Zieliński – Wojciech Młynarski) – 2.40
2. "Po śniegu, po kolędzie" (Andrzej Zieliński – Andrzej Kuryło) – 4.06
3. "Noc betlejemska" (Andrzej Zieliński – Leszek Aleksander Moczulski) – 5.46
4. "Po górach, po chmurach" (Andrzej Zieliński – Ernest Bryll) – 2.19
5. "Ciemno tej nocy betlejemskiej było" (Andrzej Zieliński – Ernest Bryll) – 2.17
6. "Zimny wicher wieje" (Andrzej Zieliński – Ernest Bryll) – 1.39
7. "Będzie kolęda" (Andrzej Zieliński) – 2.45
8. "Basetlo, basetlino" (Andrzej Zieliński – Ernest Bryll) – 2.29
9. "Panie Jezu, Królu malusieńki" (Andrzej Zieliński – Ernest Bryll) – 0.55
10. "Kłaniają się Tatry" (Jacek Zieliński – Piotr Janczerski) – 3.00
11. "Panie gospodarzu" (Andrzej Zieliński – Ernest Bryll) – 1.30
12. "Ciemno tej nocy betlejemskiej było" (Andrzej Zieliński) – 2.17
13. "Narodził się człowiek" (Andrzej Zieliński – Leszek Aleksander Moczulski) – 5.27

Nagrania zrealizowano: (3–6, 8, 9, 11, 12) w 1994, (1, 7) w 1967, (2) w 1978, (13) w 1970, (10) w 1987.

## Skład zespołu
- Andrzej Zieliński – śpiew, instrumenty klawiszowe
- Jacek Zieliński – śpiew, skrzypce, trąbka
- Konrad Ratyński – gitara basowa, śpiew
- Jerzy Tarsiński – gitara
- Jan Budziaszek – perkusja
- Marek Jamrozy – gitara, śpiew (1,7)
- Tadeusz Gogosz – gitara basowa (1,7)
- Grzegorz Górkiewicz – instrumenty klawiszowe
- Wiktor Kierzkowski – perkusja (10)